# Ягафаровка
Ягафаровка (баш. Йәғәфәр) — деревня в Балтачевском районе Республики Башкортостан Российской Федерации. Входит в состав Нижнесикиязовского сельсовета.

## География

### Географическое положение
Расстояние до:
- районного центра (Старобалтачёво): 12 км,
- центра сельсовета (Нижнесикиязово): 7 км,
- ближайшей ж/д станции (Куеда): 55 км.

## Население
| 2002 | 2009 | 2010 |
| ---- | ---- | ---- |
| 5    | ↘1   | ↘0   |

Согласно переписи 2002 года, преобладающая национальность — башкиры (100 %).